# Сан-Марино на летних Олимпийских играх 2016
Сан-Марино на летних Олимпийских играх 2016 года было представлено четырьмя спортсменами в двух видах спорта.

## Состав сборной
Лёгкая атлетика
1. Эудженио Росси

 Стрельба
1. Стефано Сельва
2. Алессандра Перилли
3. Арианна Перилли

## Результаты соревнований

### Лёгкая атлетика
Мужчины
Технические дисциплины
| Дисциплина      | Спортсмен      | Квалификация | Квалификация | Финал                | Финал                |
| Дисциплина      | Спортсмен      | Результат    | Место        | Результат            | Место                |
| --------------- | -------------- | ------------ | ------------ | -------------------- | -------------------- |
| прыжок в высоту | Эудженио Росси | 2,17         | 35           | завершил выступление | завершил выступление |

### Стрельба
В январе 2013 года Международная федерация спортивной стрельбы приняла новые правила проведения соревнований на 2013—2016 года, которые, в частности, изменили порядок проведения финалов. Во многих дисциплинах спортсмены, прошедшие в финал, теперь начинают решающий раунд без очков, набранных в квалификации, а финал проходит по системе с выбыванием. Также в финалах после каждого раунда стрельбы из дальнейшей борьбы выбывает спортсмен с наименьшим количеством баллов. В скоростном пистолете решающие поединки проходят по системе попал-промах. В стендовой стрельбе добавился полуфинальный раунд, где определяются по два участника финального матча и поединка за третье место.
Мужчины
| Соревнование | Спортсмены     | Квалификация | Квалификация | Полуфинал            | Полуфинал            | Финал                | Финал                |
| Соревнование | Спортсмены     | Результат    | Место        | Результат            | Место                | Соперник/ Результат  | Место                |
| ------------ | -------------- | ------------ | ------------ | -------------------- | -------------------- | -------------------- | -------------------- |
| трап         | Стефано Сельва | 102          | 32           | завершил выступление | завершил выступление | завершил выступление | завершил выступление |

Женщины
| Соревнование | Спортсмены         | Квалификация | Квалификация | Полуфинал             | Полуфинал             | Финал                 | Финал                 |
| Соревнование | Спортсмены         | Результат    | Место        | Результат             | Место                 | Соперник/ Результат   | Место                 |
| ------------ | ------------------ | ------------ | ------------ | --------------------- | --------------------- | --------------------- | --------------------- |
| трап         | Арианна Перилли    | 65           | 13           | завершила выступление | завершила выступление | завершила выступление | завершила выступление |
| трап         | Алессандра Перилли | 63           | 16           | завершила выступление | завершила выступление | завершила выступление | завершила выступление |